# Cesare Ferraresi
Cesare Ferraresi (Ferrara, 12 ottobre 1918 – Milano, 9 gennaio 1981) è stato un violinista e didatta italiano.

## Biografia
Cesare Ferraresi era il fratello minore di Aldo Ferraresi, un altro grande esponente della scuola violinistica italiana, che fu suo primo insegnante. Cesare Ferraresi studiò poi al Conservatorio di Milano con Franco Tufari.
Primo violino nell'Orchestra Sinfonica di Milano della RAI dal 1950, fu componente del Trio di Milano (con il pianista Bruno Canino ed il violoncellista Rocco Filippini) e dal 1979 al 1981 primo violino del Quintetto Italiano fondato dal pianista Bruno Mezzena, oltre che valente didatta.  Suonava un violino Santo Serafin del 1734, ora di Alberto Bologni.